# Каротидна овојница
Каротидна овојница је кондензација дубоке вратне (цервикалне) фасције или влакнастог везивног ткива врата,  која обавија више виталних неуроваскуларних структура врата,  укључујући заједничке и унутрашње каротидне артерије, унутрашњу југуларну вену, вагусни нерв и ансу цервикалис. Протеже се од основе лобање каудално до првог ребра на грудној кости. Тачније, почиње билатерално на нивоу орофаринкса на бочној страни ретрофарингеалног простора, дубоко до стерноклеидомастоидног мишића. Медијално се спаја са превертебралном фасцијом и комуницира инфериорно са медијастинумом. Каротидна овојница. помаже у заштити структура садржаних у њему.

## Ембриологиja
Каротидни омотач, као и друга фасцијална ткива, потиче од мезодерма. Адвентиcија великих артерија врата постаје очигледна до 15. недеље гестације и једна је од најранијих компоненти дубоке цервикалне фасције фетуса. Каротидни омотач се не појављује до отприлике 20 недеља гестације. У овом тренутку, он је спојен са претрахеалном фасцијом, али још није интегрисан у превертебралну ламину дубоке вратне (цервикалне) фасције.

## Структура и функција
Каротидна овојница је влакнасти омотач везивног ткива који окружује неколико кључних структура унутар врата, које укључују:
- Заједничку каротидну артерију

- Унутрашња каротидну артерију

- Унутрашњу југуларну вену

- Глософарингеални нерв (IX кранијални нерв)

- Вагусни нерв (X кранијални нерв)

- Додатни (акцесорни) нерв (XI кранијални нерв)

- Хипоглосални нерв (XII кранијални нерв)

- Симпатички плексус и нерав

- Дубоке вратне лимфне чворове

Каротидни омотач се налази иза стерноклеидомастоидног мишића и део је дубоке цервикалне фасције врата. Са горње стране, каротидни омотач окружује ивице каротидног канала и југуларну јаму на бази лобање. Одавде се протеже наниже, завршавајући на луку аорте. Подијељен је у краниокаудалном правцу на два региона, супрахиоидни и инфрахиоидни простор, између којих је граница бифуркација заједничке каротидне артерије.
Непосредни односи каротидне овојнице су:
- ждрело медијално,

- паротидна жлезда бочно (у супрахиоидној регији),

- инфратемпорална фоса напред (у супрахиоидној регији)

- превертебрална фасција постериорно.

Функција каротидне овојнице је да:
- одвоји и помогне у заштити виталних структура унутар ње,

- олакшава пролаз интраторакалних структура кроз врат које се завршавају у глави и лицу.

## Галерија
- Хипоглосални нерв, цервикални плексус и њихове гране.
- Мишићи ждрела, посматрани од позади, заједно са припадајућим крвним судовима и нервима.